# Cerro Laram Khaua
Cerro Laram Khaua är ett berg i Bolivia.   Det ligger i departementet La Paz, i den västra delen av landet, 500 km väster om huvudstaden Sucre. Toppen på Cerro Laram Khaua är 4 915 meter över havet, eller 70 meter över den omgivande terrängen. Bredden vid basen är 0,96 km. Cerro Laram Khaua ingår i Cerros de Huaricunca.
Terrängen runt Cerro Laram Khaua är huvudsakligen kuperad. Cerro Laram Khaua ligger uppe på en höjd som går i nord-sydlig riktning. Runt Cerro Laram Khaua är det mycket glesbefolkat, med 4 invånare per kvadratkilometer.. 
Omgivningarna runt Cerro Laram Khaua är i huvudsak ett öppet busklandskap.